# 연안차씨 집안문서
연안차씨 집안문서는 대한민국 경기도 화성시 정남면 괘랑리에 있다. 2005년 12월 1일 화성시의 향토문화재 제16호로 지정되었다가, 2019년 10월 23일 향토문화재(유형) 제11호로 변경 재분류되었다.

## 개요
이 문서는 연안 차씨 집안 내력이 담긴 문서로 임명장 등이 있다.